# Jakuchū Itō
Jakuchū Itō (伊藤若冲 Itō Jakuchū?) (n. 1 martie 1716; d. 10 septembrie 1800) a fost un pictor japonez.

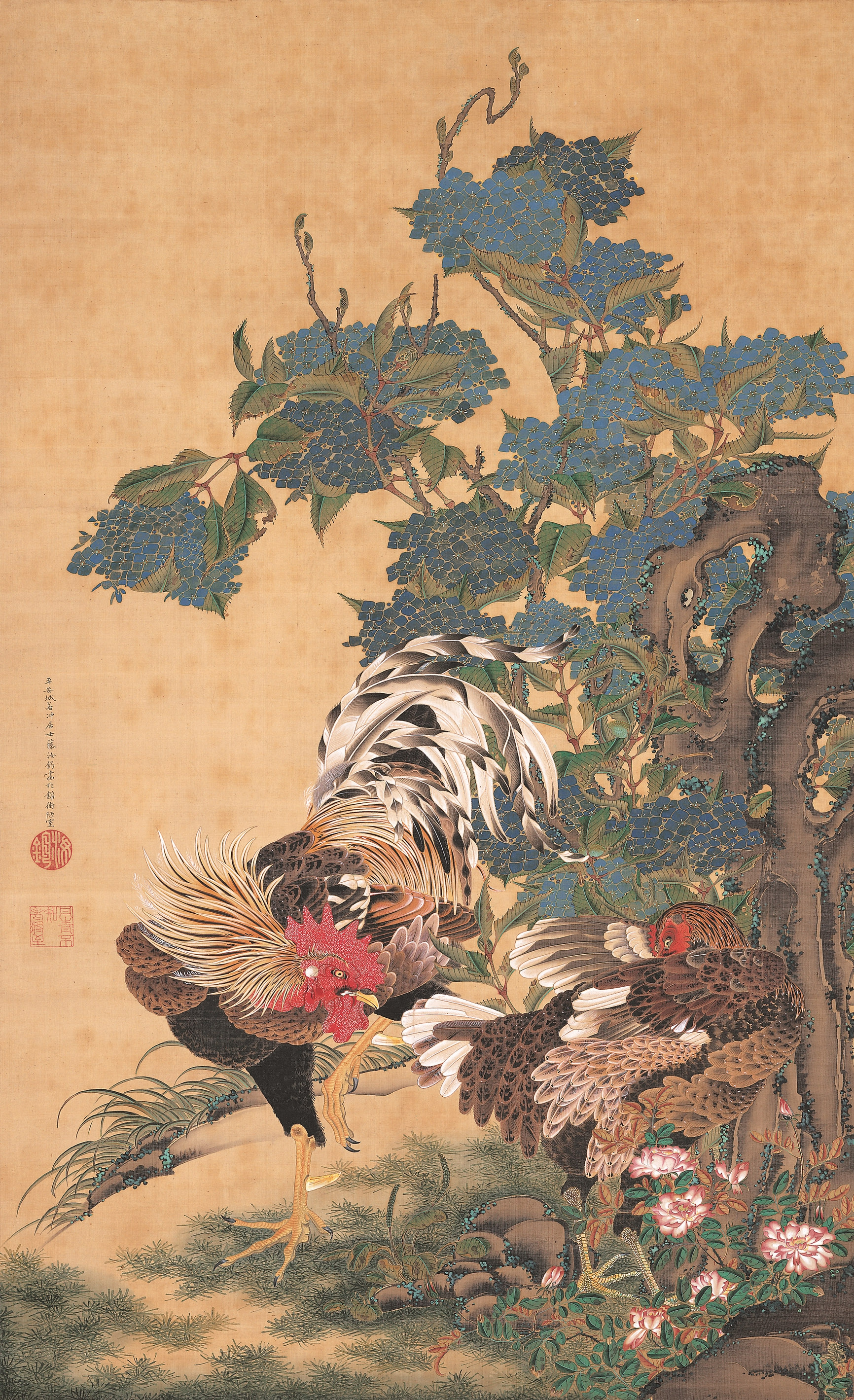
Hortensie şi doi cocoşi

Născut la Kyoto într-o familie de negustori de zarzavaturi, a început să studieze pictura în stilul școlii Kanō, dar fiind nemulțumit cu acest stil a început să studieze stilul chinezesc de pictură a păsărilor și a florilor.
Prin 1758 începe să picteze o serie de 30 de picturi mari stil rulou agățat pentru templul budist Shōkoku-ji, iar la mijlocul anilor 1770 se retrage în munții provinciei Tamba (actualmente prefectura Kyoto) unde începe să lucreze la un proiect pentru templul Sekihōji, anume să facă o serie de sculpturi în aer liber a celor 8 faze ale lui Buddha Sakyamuni, care au inclus 500 de sculpturi ale arhaților (cei 500 de discipoli ai lui Buddha care au atins nirvana).
Ca să se întrețină, schimba deseori picturi pe orez. Aceste picturi le semna 斗米翁 (Tobeiō „baniță de orez”?).
Este înmormântat la templul Shōkoku-ji.

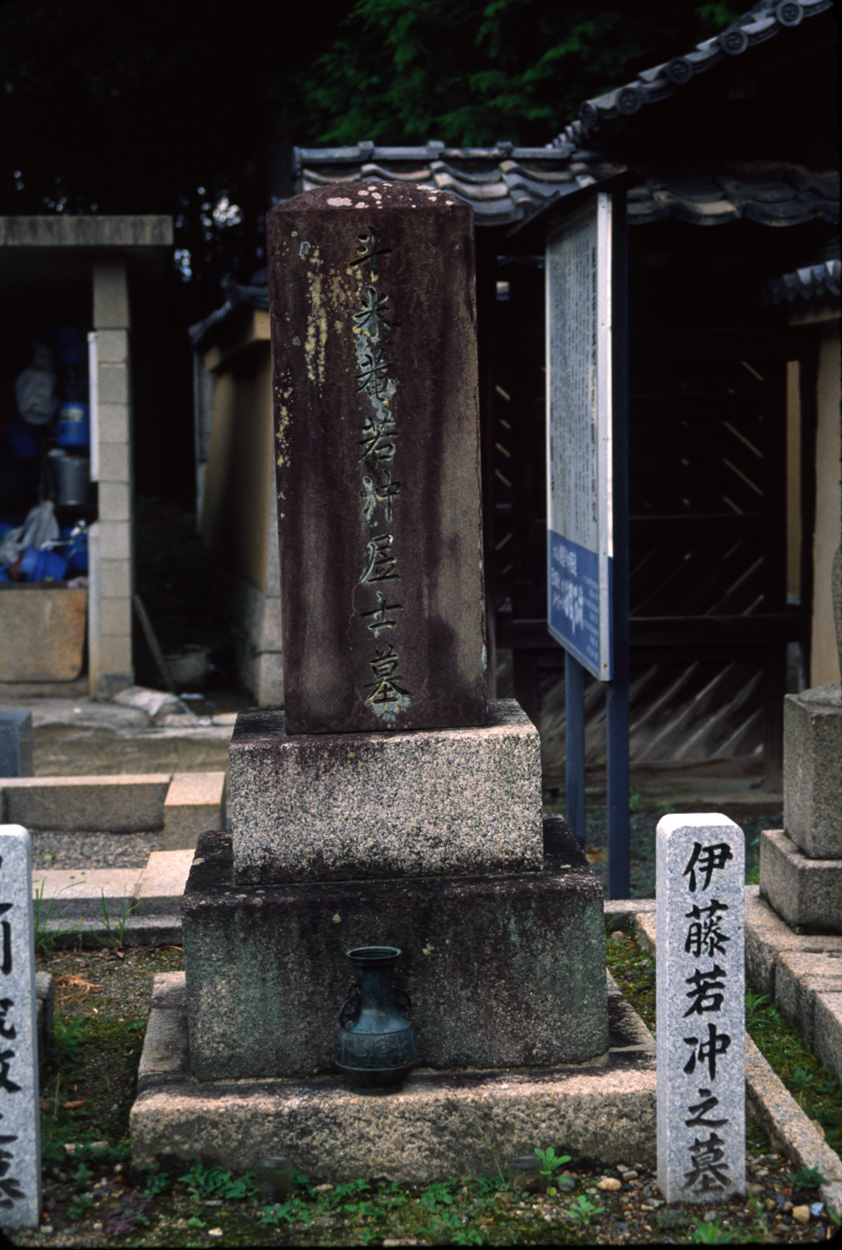
Mormântul lui Jakuchū Itō

Este mai ales cunoscut ca pictor de păsări, în special cocoși și găini, dar poate cea mai cunoscută pictură a sa este "Păsări și animale într-o grădină cu flori"- pictată pe șase paravane pliante, reprezintă un elefant alb și alte animale într-o grădină. Ceea ce este unic la această pictură este faptul că constă din pătrățele cu latura cam de 1 cm, fiind practic un mozaic.